# Pfinztal
Pfinztal ist die einwohnerstärkste Gemeinde in Baden-Württemberg ohne Stadtrecht und liegt im Landkreis Karlsruhe im Nordwesten des Landes.
Sie besteht aus den früher selbstständigen Gemeinden Berghausen, Kleinsteinbach, Söllingen und Wöschbach, die sich am 1. Januar 1974 im Rahmen der Gebietsreform in Baden-Württemberg zusammenschlossen.

## Geografische Lage

### Lage
Pfinztal liegt am Rande des Kraichgaus. Im Westen grenzt Pfinztal an die Stadt Karlsruhe, im Norden an die Gemeinden Weingarten (Baden) und Walzbachtal, im Süden an die Gemeinde Karlsbad und im Osten an den Enzkreis. Die Lage im Tal der Pfinz, einem Nebenfluss des Rheins, gab der Gemeinde ihren Namen. Die Region wird auch als „Pfinz-Kraichgau“ bezeichnet.

### Naturraum
Die Gemeinde ist umgeben von Wäldern, Wiesen, Obst- und Rebhängen. Von der naturräumlichen Gliederung Deutschlands her gehört Pfinztal zur naturräumlichen Haupteinheit Nr. 125 (Kraichgau) und dort zur Untereinheit 125.2 (Kraich-Saalbach-Hügelland) im Südwestdeutschen Schichtstufenland gemäß der Systematik des Handbuchs der naturräumlichen Gliederung Deutschlands.

### Gemeindegliederung
Die Gemeinde Pfinztal besteht aus den früher selbstständigen Gemeinden Berghausen, Kleinsteinbach, Söllingen und Wöschbach. Zu den ehemaligen Gemeinden Berghausen, Kleinsteinbach und Wöschbach gehören jeweils nur die gleichnamigen Dörfer. Zur ehemaligen Gemeinde Söllingen gehören das Dorf Söllingen und die Häuser der Badischen Wolframerzegesellschaft (vormals „Hammerwerk“).
In den vier ehemaligen Gemeinden sind Ortschaften im Sinne der baden-württembergischen Gemeindeordnung mit jeweils eigenem Ortschaftsrat und Ortsvorsteher als dessen Vorsitzender eingerichtet.
Im Gebiet der ehemaligen Gemeinde Berghausen liegen die Wüstungen Hefingen, Salchhofen und Sluchelingen. Im Gebiet der ehemaligen Gemeinde Söllingen deutet der Flurname Kalkofen auf eine heute nicht mehr existierende Siedlung hin.

### Nachbargemeinden
An Pfinztal grenzen die Gemeinden Walzbachtal, Weingarten (Baden), Karlsbad (Baden), Remchingen, Königsbach-Stein und die Stadt Karlsruhe.

## Geschichte
Im Oktober 1969 legte die Dichtel-Kommission dem baden-württembergischen Innenministerium ein Gutachten vor, wonach die Gemeinden die Auswahl zwischen zwei Modellen hatten:
1. Zusammenschluss mehrerer Gemeinden zu einer Einheitsgemeinde (Zuschuss = 30 DM/Kopf) oder
2. die Bildung einer Verwaltungsgemeinschaft von mehreren Gemeinden bei Wahrung der Eigenständigkeit (Zuschuss = 7 DM/Kopf).
Ende 1972 ließ die Landesregierung anklingen, dass sich die vier Gemeinden Berghausen, Kleinsteinbach, Söllingen und Wöschbach bis zum 30. Juni 1973 zum Zusammenschluss zu einer Einheitsgemeinde einigen sollten, da nur dann die in Aussicht gestellten Fusionsprämien (ca. 8 Millionen DM) gezahlt würden. Am 7. Juni 1973 wurde der Fusionsvertrag von den Bürgermeistern im Emil-Frommel-Haus in Söllingen unterzeichnet.
So wurde Pfinztal im Rahmen der Gemeindereform am 1. Januar 1974 durch Vereinigung der vier Gemeinden gebildet.
Der Zusammenschluss machte die Umbenennung einiger Straßen notwendig.
Die erhaltene Fusionsprämie wurde entsprechend dem Fusionsvertrag eingesetzt. Der größte Teil floss in das Bildungszentrum. Mit dem Rest wurden die Wunschkataloge der vier Ortsteile abgearbeitet.

## Ortsteile

### Berghausen

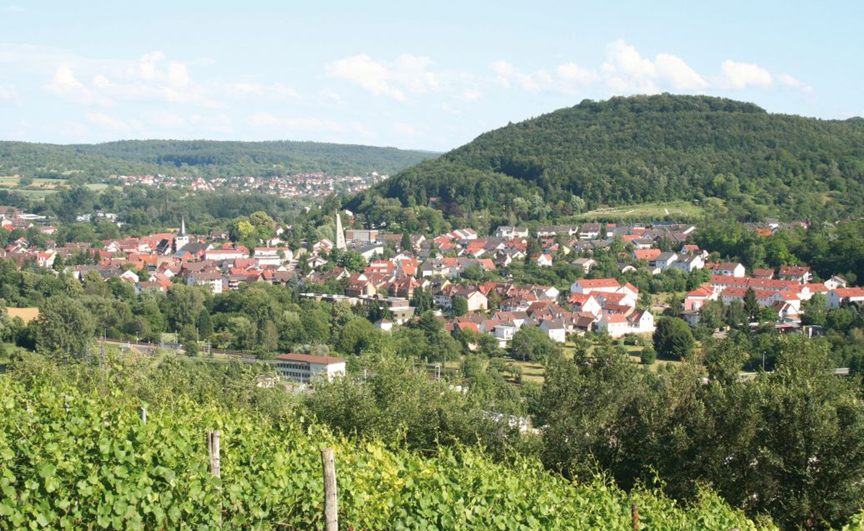
Berghausen

Berghausen ist der älteste und mit über 7.000 Einwohnern der größte Ortsteil von Pfinztal. Dementsprechend befinden sich dort auch viele wichtige öffentliche Einrichtungen, welche der Gesamtgemeinde dienen, zum Beispiel das Bildungszentrum Pfinztal mit Gymnasium, Realschule sowie Grund- und Werkrealschule direkt an der Stadtbahnlinie Karlsruhe-Pforzheim.
Berghausen wurde erstmals im Jahre 771 nach Christus erwähnt, als ein gewisser Herolt dem Kloster Lorsch einen Weinberg von barchûsen (Häuser bei den Heustadeln) schenkte. Allerdings wurde ein Schädeldach und Kieferteile eines Menschen aus der Altsteinzeit und Steingeräte und Tongefäße aus der Jungsteinzeit gefunden. Berghausen ist somit nach Bretten der zweitälteste Ort im Landkreis Karlsruhe.
Wie schon im Dreißigjährigen Krieg wurde Berghausen auch während der Pfälzischen Kriege (1688 bis 1697) stark in Mitleidenschaft gezogen.
1859 fuhren die ersten Eisenbahnzüge durch Berghausen. Zu Beginn des 19. Jahrhunderts siedelten sich in Berghausen erstmals Unternehmen der Industrie an. Diese Entwicklung wurde durch den Ersten Weltkrieg unterbrochen. Berghausen hatte als Folge des Zweiten Weltkrieges von 1939 bis 1945 viele Kriegsopfer zu verzeichnen. In der Nacht vom 24. auf den 25. April 1944 wurde bei einem schweren Luftangriff ein Drittel des Dorfes zerstört, bei dem vier Menschen getötet wurden.

### Kleinsteinbach

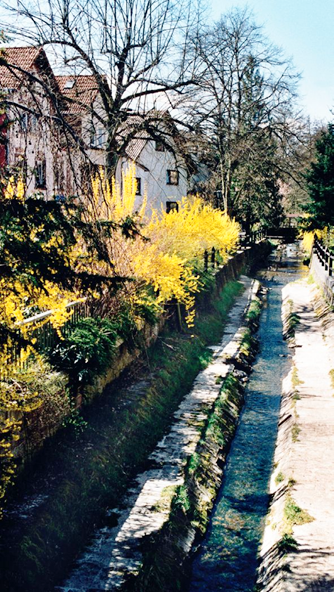
Der Bocksbach in Kleinsteinbach

Mit seinen rund 2.400 Einwohnern ist Kleinsteinbach der kleinste Ortsteil von Pfinztal.
Kleinsteinbach wurde 1328 erstmal urkundlich als Niedern Steinbach erwähnt. Vom 14. bis in das 16. Jahrhundert verfügten die Herren von Remchingen als Lehnsleute der badischen Markgrafen über Kleinsteinbach. 1692 wurde der Ort im Zuge eines Krieges mit Frankreich nahezu komplett verwüstet und ausgeplündert.
Bis ins 19. Jahrhundert war Kleinsteinbach mit Ausnahme einiger Handwerks- und Steinbruchbetriebe ein Bauerndorf. Dies änderte sich mit dem Eisenbahnbau 1859. Heute findet man in der Ortschaft eine Grundschule, eine christliche Privatschule, zwei Kindergärten und Einkaufsmöglichkeiten für den täglichen Bedarf.

### Söllingen

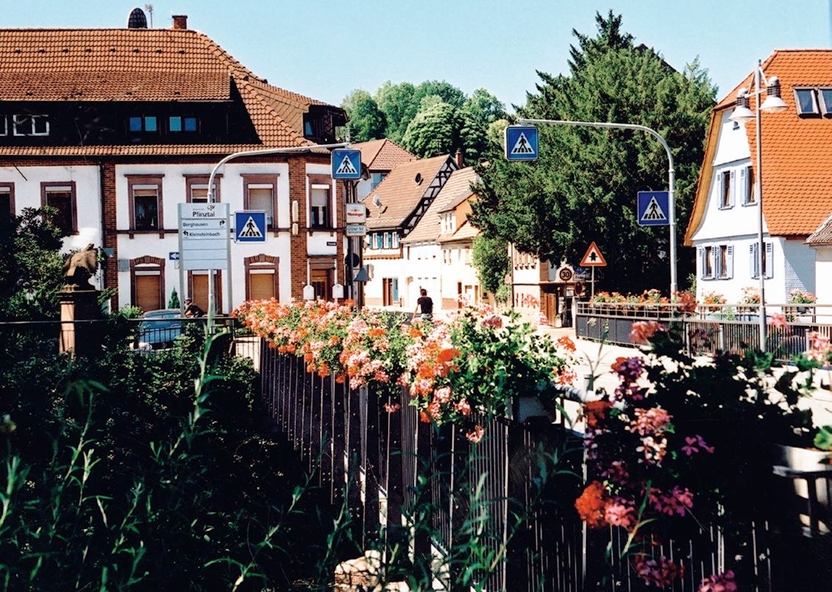
Blick von der Pfinzbrücke in Söllingen

Söllingen (5.900 Einwohner) ist der Sitz der Gemeindeverwaltung von Pfinztal. In der Ortsmitte ist die Verwaltung in drei Gebäuden untergebracht. Flächenmäßig ist Söllingen der größte Ort der Gemeinde. Genau wie Berghausen und Kleinsteinbach ist Söllingen an der Stadtbahnstrecke Karlsruhe-Pforzheim (mit 3 Haltestellen) angeschlossen.
Die erste urkundliche Erwähnung stammt aus dem Jahr 1085. 2010 feierte Söllingen deshalb sein 925-jähriges Bestehen. Im 12. Jahrhundert war Söllingen im Besitz der Klöster Gottesau, Herrenalb und Hirsau. Im 16. Jahrhundert ging der Ort an die Markgrafschaft Baden. 1867 entstand die Bahnverbindung zwischen den Städten Karlsruhe und Pforzheim. Im gleichen Zug erhielt Söllingen einen Bahnhof.
Das Gewerbe und später die Industrie gewannen im 19. Jahrhundert große Bedeutung für die Gemeinde. An der Gemarkungsgrenze zu Kleinsteinbach entstand ein für die damalige Zeit bedeutendes Industrieunternehmen, das Wolframwerk. Die Metallindustrie, die sich insbesondere im benachbarten Durlach angesiedelt hatte, gab auch den Bewohnern von Söllingen neue Verdienst- und Arbeitsmöglichkeiten. Rund 800 Heimatvertriebene fanden nach dem Zweiten Weltkrieg in Söllingen ein neues Zuhause.

### Wöschbach
Der Ortsteil Wöschbach (3.000 Einwohner) ist über Berghausen zu erreichen und liegt abseits der Hauptverkehrsstraßen im Wöschbacher Tal. Wöschbach wurde im 13. Jahrhundert erstmals urkundlich erwähnt. Wöschbach blieb vom Deutschen Bauernkrieg und von der Reformation unberührt. Im Verlauf des Dreißigjährigen Krieges und in den Kriegsjahren 1691–1693 verlor es fast die gesamte Bevölkerung.
In den beiden Weltkriegen starben viele Einwohner, öffentliche Gebäude und Wohnhäuser wurden zerstört. Etwa 400 Heimatvertriebene fanden nach Ende des Zweiten Weltkrieges in Wöschbach ein neues Zuhause. Zu diesem Zeitpunkt hatte Wöschbach etwa 1200 Einwohner.
Die Bautätigkeit nahm nach Kriegsende stark zu.

### Einwohnerentwicklung
| Einwohnerentwicklung der Pfinztaler Ortsteile |  | - 1961: 12.578 Einwohner - 1970: 14.874 Einwohner - 1975: 15.047 Einwohner - 1980: 14.511 Einwohner - 1985: 14.672 Einwohner - 1990: 15.452 Einwohner - 1995: 17.194 Einwohner - 2000: 17.917 Einwohner - 2005: 18.001 Einwohner - 2010: 17.907 Einwohner - 2015: 17.914 Einwohner - 2020: 18.685 Einwohner |

Die Angaben zu den Jahren 1961 und 1970 sind Volkszählungsergebnisse. Es handelt sich um die Summen der Einwohnerzahlen der damals noch selbständigen Vorläufergemeinden.

## Religionen
2012 waren 43,9 % der Bevölkerung in Pfinztal protestantisch und 26,8 % römisch-katholisch. Daneben verfügen auch die evangelische Liebenzeller Gemeinschaft, die Neuapostolische Kirche, die evangelisch-freikirchliche Christusgemeinde und die AB Gemeinschaft über Gemeinden in den einzelnen Ortsteilen.
Die drei evangelischen Kirchengemeinden Berghausen-Wöschbach, Söllingen und Kleinsteinbach gehören seit dem 1. Januar 2014 zum Evangelischen Kirchenbezirk Karlsruhe-Land. Die mit der politischen Gemeinde Pfinztal deckungsgleiche katholische Seelsorgeeinheit Pfinztal gehört zum Dekanat Pforzheim des Erzbistums Freiburg.
Die neuapostolischen Gemeinden der vier Ortsteile gehören zum Kirchenbezirk Söllingen der Neuapostolischen Kirche Süddeutschland.

## Sehenswürdigkeiten

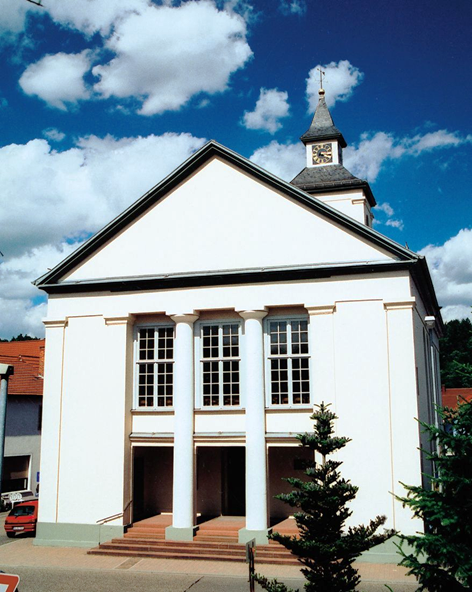
Evangelische Thomaskirche in Kleinsteinbach

### Bauwerke

#### Kirchen
Im Ortsteil Kleinsteinbach steht eine Kirche des Weinbrenner-Klassizismus in Baden. Sie wurde von 1806 bis 1817 von Friedrich Weinbrenner selbst entworfen.
Die evangelische Martinskirche in Berghausen war ursprünglich ein Wehrturm im romanischen Baustil.
Das kleine schmale Fenster an der Nordostseite wurde nachträglich im spätgotischen Stil eingefügt, aus gleicher Zeit ist der Wandtabernakel (vor 1356) im Inneren des Turms. Im Jahre 1754 wurde das ehemalige spitzere Dach in diese Form gebracht. 1862 wurden die Hohlziegel durch schwarzen Schiefer ersetzt.
Als die Kirche 1961 zu klein und zudem sanierungsbedürftig wurde, hat man das alte Kirchenschiff abgerissen. Dabei fand man einige Münzen (die älteste von 1277) und viele alte Grundmauern und Gräber. Die Abdeckplatte eines Grabes war aus dem Bruchstück einer römischen Türschwelle.
Der neue Grundriss des Gotteshauses, ein langgezogenes Sechseck stammt von Architekten G. Einwächter, bietet 660 Sitzplätze und wurde 1962 seiner Bestimmung übergeben.

#### Heimatmuseum
Das Heimatmuseum Pfinztal befindet sich im Bürgerhaus in Pfinztal-Söllingen. Es wird darin die Frühgeschichte von Pfinztal und auch die Entstehung der Gemeinden dokumentiert. Von Landwirtschaft über Handwerk bis hin zur Industrie wird das Leben im 18. und 19. Jahrhundert dargestellt.

#### Brunnen
In Pfinztal stehen verschiedene Brunnen. Einer davon ist z. B. der Storchbrunnen in Berghausen, dessen Brunnentrog um 1828 erbaut wurde und der damit der älteste erhaltene Brunnen in Pfinztal ist. Außerdem gibt es in Berghausen einen Brunnen „Alter Friedhof“, den Bahnhofsplatzbrunnen, den Dorfbrunnen an der Oberlinstraße Ecke Kelterstraße und den 2000 erbauten Löwenbrunnen, dessen Löwe von einer Brunnensäule des ehemaligen Wasserschlosses von Berghausen stammt.
Der neueste Brunnen in Berghausen ist die Wasserwand am Europaplatz. Er wurde 2002 vom Architekten Gekehler & Bäuerlein erbaut.
Etwas jünger ist der Alte Dorfbrunnen in Kleinsteinbach. Er ist der einzige Brunnen in Kleinsteinbach. Er wurde etwas vor 1911 erbaut. Der Künstler ist nicht bekannt.
Im Jahr 1986/87 wurde in Söllingen der Krottenlachbrunnen angelegt. Direkt neben dem Rathaus befindet sich der 1992 eingeweihte Rathausbrunnen. Außerdem gibt es in Söllingen noch den Hirschtalbrunnen, den Alten Dorfbrunnen und den Brunnen am Bürgerhaus.
Der Maurerbrunnen und der Ölfunzelbrunnen in Wöschbach gehören zu den neuesten Brunnen in Pfinztal. Sie wurden 2002/03 im Auftrag der Gemeinde Pfinztal von Friedhelm Zilly erbaut. In Wöschbach ist außerdem noch ein Brunnen am Beginn des Kreuzwanderweges zu finden.

#### Gedenkstätten
Seit 1985 trägt das Gymnasium den Namen Ludwig Marums. Auch ein Denkmal der Bildhauerin Mariella Hanstein erinnert an den sozialdemokratischen Stadtrat und späteren badischen Justizminister, der als Hitler-Gegner 1934 im KZ Kislau ermordet wurde.

### Touristische Straßen

#### Bertha Benz Memorial Route
Durch Pfinztal führt die Bertha Benz Memorial Route (Mannheim-Pforzheim-Mannheim). Sie erinnert an die erste Automobile Fernfahrt der Geschichte im Jahr 1888, bei der Bertha Benz mit ihren beiden Söhnen auf der Hinfahrt auch Berghausen, Söllingen und Kleinsteinbach passierte.

#### Natur-Erlebnis-Pfad Pfinztal (NEPP)

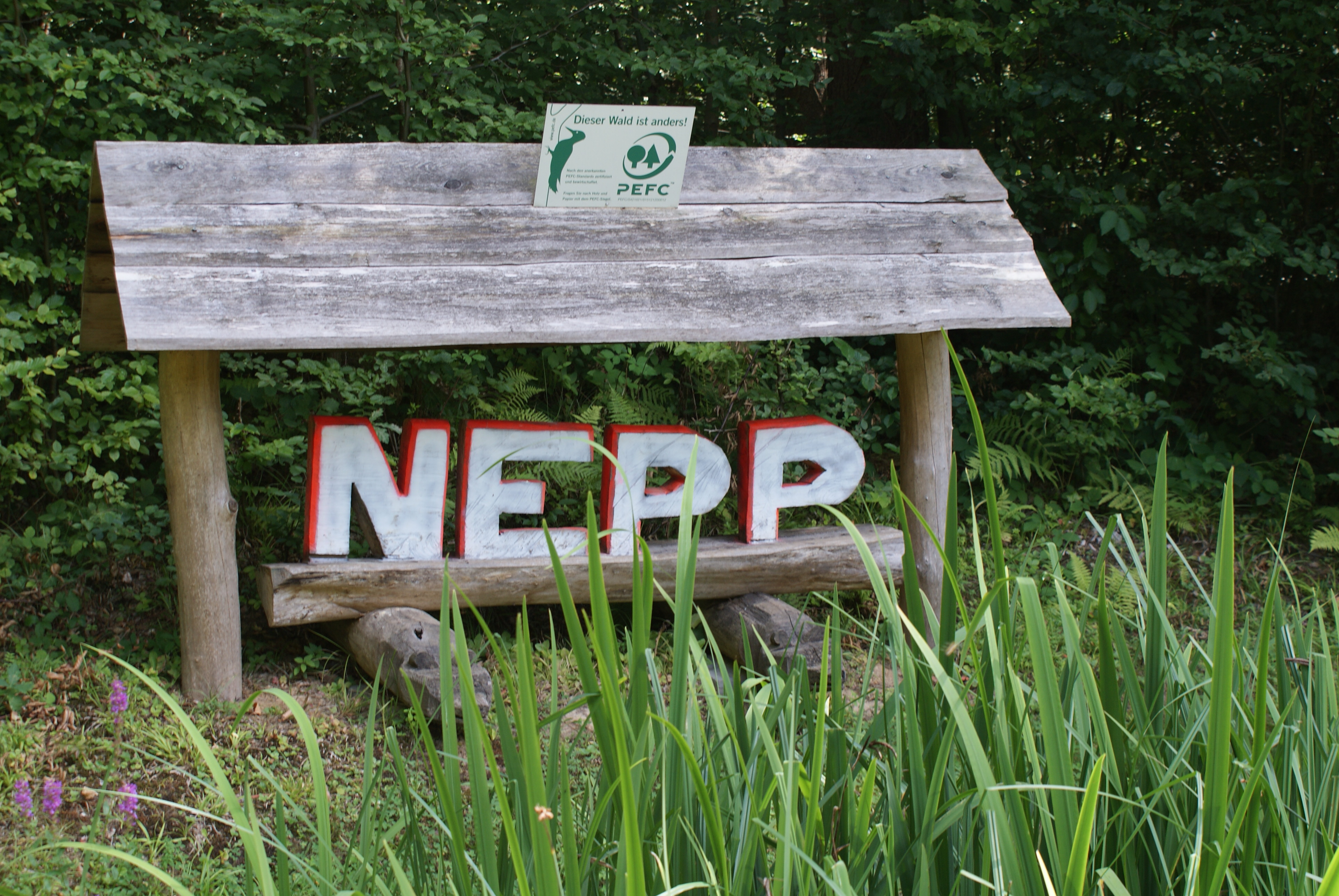
Beginn des Naturerlebnispfades Pfinztal in Söllingen

Der Naturerlebnispfad im Ortsteil Söllingen möchte die Begegnung mit der Natur fördern. Der Pfad ist ein Rundweg mit derzeit 16 Stationen durch den Wald.

#### Skulpturenweg
Der Pfinztaler Skulpturenweg ist seit 2001 geöffnet. 23 Künstler stellen auf dem Weg aus. In regelmäßigen Abständen finden organisierte Führungen statt.

#### Kreuzwanderweg

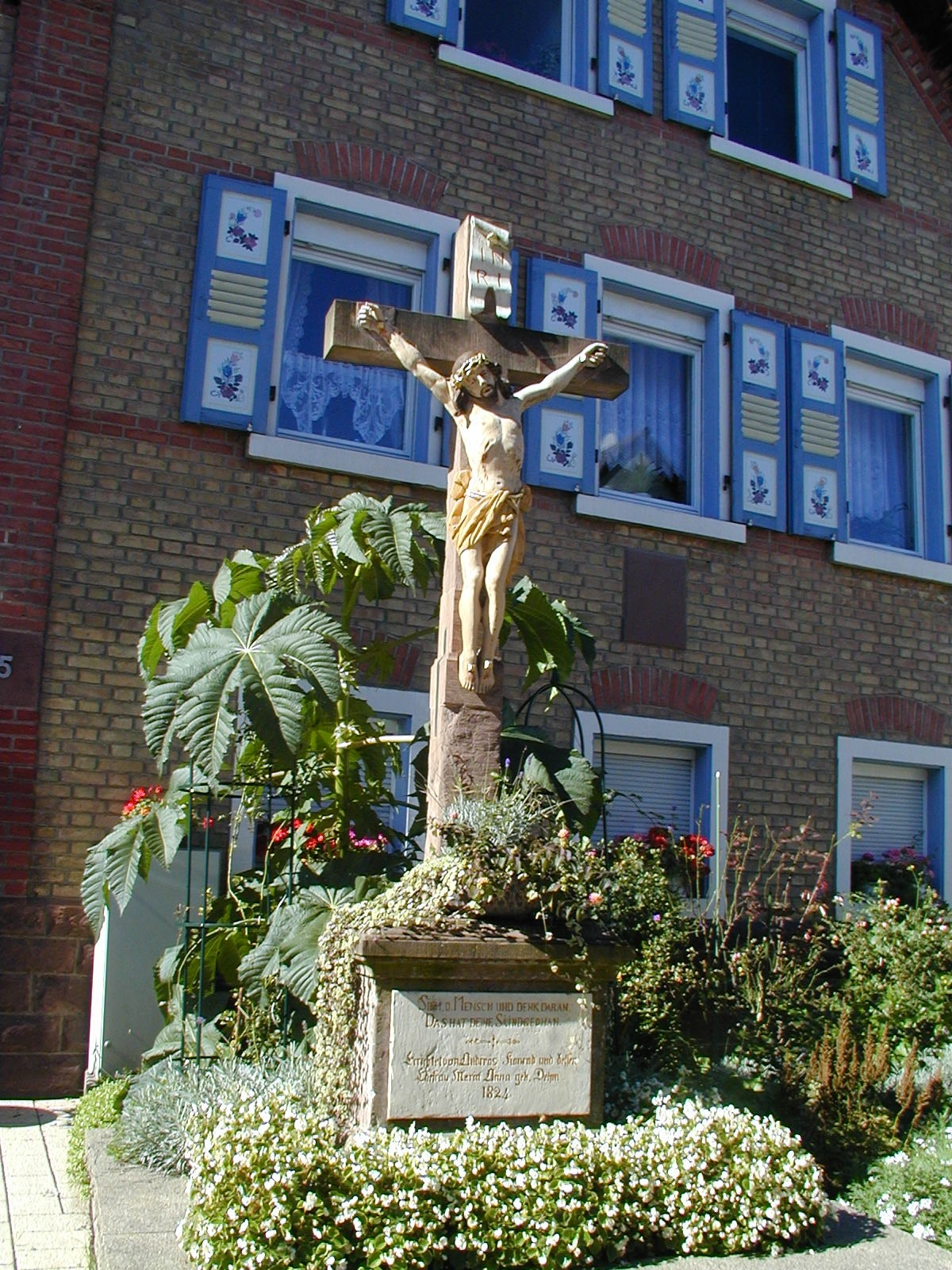
Kreuzwanderweg in Wöschbach

Der Kreuz-Wanderweg um Wöschbach führt seine Besucher an verschiedenen Typen der Straßen-, Andachts-, Wege- und Feldkreuze vorbei. Ähnlich viele Steinkreuze befinden sich auch in der Nachbargemeinde Jöhlingen.
Früher wurde ein erheblicher Teil der Eigenversorgung durch intensiven Anbau der dorfnahen Feldfluren erzeugt. Hier wurde auch zu den Tageszeiten, die vom Geläut der Kirchenglocken angezeigt wurden, gebetet. Die Arbeit ruhte so lange auf dem Feld, bis der Engel des Herrn oder das Abendgebet gesprochen war. Das religiöse Leben der Kirchengemeinde war viel mehr am Jahreslauf angelehnt als heute. Besonders in katholischen Landen wurden im Verlauf des 19. Jahrhunderts viele Straßen- und Feldkreuze errichtet – gestiftet meist von einflussreichen Familien im Dorf.
Der Weg in die nächste Gemeinde oder Stadt kam früher meist einer Tagesreise gleich. Da war Gottes Segen für glückliche Rückkehr ebenso nötig wie die Schutzbitte vor den Gefahren des Weges. Wegekreuze stehen oft an der Gemarkungsgrenze zur Nachbargemeinde an alten Verbindungswegen, die zu Fuß oder mit Vieh und Wagen zurückgelegt wurden. Wegekreuze haben zwei Funktionen: Sie sind Zeichen des Abschieds beim Verlassen der Heimat und Zeichen des Willkommens bei der Heimkehr. An dieser Stelle werden Bitten und Dank ausgesprochen.

#### Stromberg-Murrtal-Radweg
Pfinztal liegt zwischen der ersten und zweiten Etappe des 152 Kilometer langen Stromberg-Murrtal-Radweges, der von Karlsruhe nach Gaildorf führt.

#### Weinstraße Kraichgau-Stromberg
Die Weinstraße Kraichgau–Stromberg führt auch durch Pfinztal.

#### Rundwanderweg Pfinztalpforte
Beginnend am Niddaplatz in Grötzingen führt dieser Wanderweg zunächst unter einer Brücke des Fraunhofer-Institutes hindurch zur 1996 gepflanzten Gerhard-Musgnug-Eiche und zur Berghausener Saatschulhüte. Weiter geht es über den Buchenwald nach Jöhlingen. Nach einem Besuch bei der Maria-Hilf Kapelle führt der Weg nach Wöschbach. Es folgt ein kurzer Abstecher nach Söllingen. Über den auf Karlsruher Gemarkung liegenden Ritterhof geht es wieder zurück nach Grötzingen. Das Wegzeichen ist ein orangefarbener Strich.

## Politik

### Gemeinderat
Der Gemeinderat hat 22 ehrenamtliche Mitglieder, die für fünf Jahre gewählt werden. Hinzu kommt der Bürgermeister als stimmberechtigter Gemeinderatsvorsitzender.
Die Kommunalwahl 2024 führte zu folgendem Ergebnis (in Klammern: Unterschied zu 2019):
| Gemeinderat 2024               | Gemeinderat 2024 | Gemeinderat 2024 | Gemeinderat 2024 | Gemeinderat 2024 |
| Partei / Liste                 | Stimmenanteil    | Sitze            |                  |                  |
| ------------------------------ | ---------------- | ---------------- | ---------------- | ---------------- |
| CDU                            | 35,1 % (+0,6)    | 8 (±0)           |                  |                  |
| Grüne                          | 18,4 % (−4,0)    | 4 (−1)           |                  |                  |
| SPD                            | 17,8 % (−2,9)    | 4 (−1)           |                  |                  |
| AfD                            | 9,1 % (+9,1)     | 2 (+2)           |                  |                  |
| Bürgerliste                    | 7,6 % (+1,3)     | 2 (+1)           |                  |                  |
| Unabhängige Liste (ULiP)       | 5,6 % (−5,3)     | 1 (−1)           |                  |                  |
| Linke                          | 4,6 % (−0,5)     | 1 (±0)           |                  |                  |
| Wahlbeteiligung: 63,5 % (+1,5) |                  |                  |                  |                  |

### Ortschaftsräte
In allen Ortsteilen gibt es Ortschaftsräte mit je 6 Mitgliedern und einen Ortsvorsteher. Die derzeitigen Ortsvorsteher der Ortschaften sind:
| Berghausen:     | Edelbert Rothweiler (BÜNDNIS 90/GRÜNE) |
| Kleinsteinbach: | Barbara Schaier (CDU)                  |
| Söllingen:      | Tilo Reeb (SPD)                        |
| Wöschbach:      | Gebhard Oberle (CDU)                   |

### Bürgermeister
| 1974–1996: | Gerhard Mussgnug          |
| 1996–2012: | Heinz E. Roser            |
| seit 2012: | Nicola Bodner (parteilos) |

Nicola Bodner wurde im November 2019 mit 74,5 % der Stimmen erneut zur Bürgermeisterin gewählt.

### Markenzeichen der Gemeinde

#### Wappen
Bei der Gestaltung des Gemeindewappens Pfinztal wurde besonderen Wert darauf gelegt, dass „ein die 4 Ortsteile verbindendes Symbol“ im Mittelpunkt steht. Dieses Verbindungssymbol bildet der silberne Brückenbogen. Damit wird an die in Berghausen und Söllingen noch vorhandenen und in Kleinsteinbach in den 50er Jahren abgebrochenen Bogenbrücken aus Sandstein über Pfinz und Bocksbach erinnert.
Das „Blau“ unter dem Brückenbogen soll die Pfinz symbolisieren, deren Tal bei der Namensfindung der Gemeinde Pfinztal Pate stand. Der vordere obere Teil zeigt das badische Landeswappen, wodurch die Zugehörigkeit der ehemals selbstständigen Gemeinden Berghausen, Söllingen, Kleinsteinbach und Wöschbach zum Land Baden verdeutlicht werden soll. Das in der hinteren oberen Hälfte dargestellte, geschliffene silberne Kreuz auf blauem Grund erinnert daran, dass der Ortsteil Wöschbach bis zum Jahre 1803 zum Domkapitel Speyer gehörte.
Die heraldische Beschreibung des Wappens der Gemeinde Pfinztal lautet: In geteiltem Schild oben gespalten, vorn in gold ein roter Schrägbalken, hinten in blau ein geschliffenes silbernes Kreuz, unten in blau ein silberner Brückenbogen.

#### Pfinztaler Logo

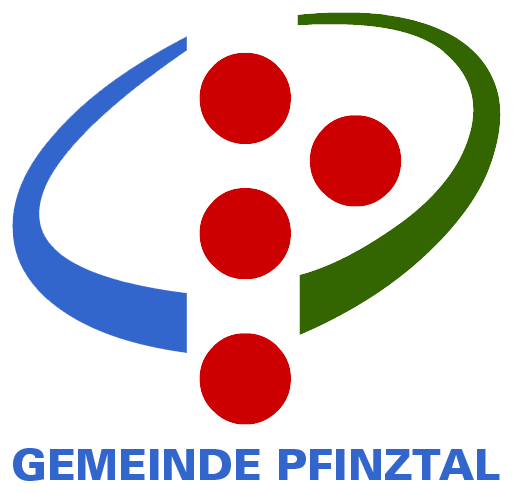
Das Logo der Gemeinde Pfinztal

Seit über 15 Jahren führt die Gemeinde Pfinztal zusätzlich zu ihrem Wappen das Pfinztaler Logo. Das Logo darf nur mit dem Zusatz des Namens der Gemeinde Pfinztal verwendet werden.
Die vier Punkte symbolisieren die vier Ortschaften Berghausen, Söllingen, Wöschbach und Kleinsteinbach. Sie sind in einem „P“ angeordnet, das für Pfinztal steht.
Der grüne Bogen auf der rechten Seite steht für den Naturraum Pfinztal, Wald und Landschaft. Der blaue Bogen links steht für die der Gemeinde namensgebende Pfinz.
Die Kreisform des Logos soll die Gemeinschaft, die aus den vier ursprünglichen Gemeinden entstanden ist symbolisieren.

#### Das Gemeindemaskottchen „Pfinzi“
Das Maskottchen der Stadt Pfinztal soll dazu beitragen, dass die Menschen in den Ortsteilen noch mehr zusammenwachsen und alte Berührungsängste ablegen. Der Name „Pfinzi“ wurde im Rahmen eines Wettbewerbs, an dem über 80 Vorschläge bei der Gemeinde eingingen, von einer Jury ausgewählt.
Ein Drache deshalb, weil die Fläche der bebauten Gebiete in Pfinztal dem Fabelwesen ähnelt. Schaut man die Landkarte von Pfinztal an, so kann man erkennen, dass Berghausen, Söllingen und Kleinsteinbach über die Pfinz, die quasi das Rückgrat des Drachen bildet, als Drachenkopf, Körper und Beine verbunden sind. Auch Wöschbach hat seine Bedeutung in dieser Interpretation: als Flügel, der bei einem Drachen nicht fehlen darf.
Zum Jubiläum der Gemeinde Pfinztal 2014 wurde der kleine Drache zeichnerisch von Linda Kunzmann überarbeitet.

### Partnerschaften
Pfinztal unterhält partnerschaftliche Beziehungen zu
- Leerdam in den Niederlanden seit 1988 und
- Rokycany in Tschechien seit 1998.

Zum Zeichen der Verbundenheit – neben zahlreichen gegenseitigen Besuchen – wurde im Ortsteil Söllingen der Festplatz zum „Leerdamplatz“ umbenannt, im Ortsteil Kleinsteinbach ziert der in den Skulpturenweg integrierte „Rokycanyplatz“ auf dem Gelände der ehemaligen „Dreschhall“ das Ortsbild.
Eine Projektpartnerschaft besteht seit 2012 mit der ostsenegalesischen Stadt Kidira, die durch Vermittlung der Naturfreunde-Ortsgruppe Berghausen zustande kam.

## Wirtschaft und Infrastruktur

### Wirtschaft
Erwerbszweige in Pfinztal sind Gastronomie, so die Villa Hammerschmiede in Söllingen, und Industrie (Metall und Chemie) vertreten, u. a. das Schmiedeunternehmen Edelstahl Rosswag. Die Gemeinde ist bekannt als Sitz des Fraunhofer-Instituts für Chemische Technologie (ICT). Daneben liegt ein Gewerbegebiet für Forschungs- und Entwicklungsfirmen.

### Verkehr

#### Straßenverkehr
Pfinztal liegt unter anderem an den Bundesstraßen B 10 Lebach(Saarland) – Augsburg und B 293 (Pfinztal/B10 – Heilbronn). Die Anwohner der B 10 setzten sich für Tempo 30 in ganz Pfinztal ein – mit ersten Erfolgen. So wurde die Geschwindigkeitsbeschränkung auf 30 km/h im Ortsteil Berghausen nun auch an der Bundesstraße 10 durchgesetzt. Auch auf der B 293 gilt seit kurzem Tempo 30.
Seit 1. Januar 2010 ist in Pfinztal eine Umweltzone eingerichtet, die das gesamte Gemeindegebiet – also alle vier Teilorte – umfasst. Die Bundesstraßen liegen somit auch in der Umweltzone.

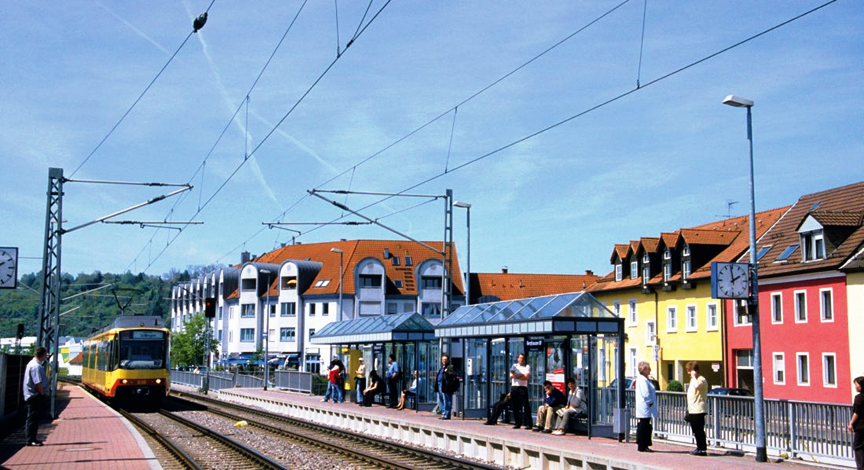
Haltestelle Berghausen (Baden)

#### Öffentliche Verkehrsmittel

##### Stadtbahn
An den Schienenverkehr ist das Pfinztal mit der parallel zur Bahnstrecke Karlsruhe-Mühlacker (-Stuttgart) verlaufenden Pfinztalbahn der Albtal-Verkehrs-Gesellschaft angebunden. Die auf ihr verkehrende Stadtbahnlinien S5 und S51 (Germersheim – Wörth am Rhein – Karlsruhe – Pforzheim) hat insgesamt sieben Haltestellen in Berghausen, Söllingen und Kleinsteinbach; bis Söllingen Bahnhof (in Schwachlastzeiten bis Berghausen) wird ein 10-Minuten-Takt nach Karlsruhe angeboten. Des Weiteren befindet sich in Berghausen der Haltepunkt „Hummelberg“ an der Kraichgaubahn, die von der S4 (Karlsruhe – Heilbronn – Öhringen) befahren wird.

##### Buslinien
Der Ortsteil Wöschbach ist vom Bahnhof Berghausen mit der Buslinie 151 (AVG) mit fünf Haltestellen angebunden. Von Bahnhof Berghausen fährt die Buslinie 152 (AVG) über Söllingen – Hammerwerk – Kleinsteinbach nach Karlsbad-Mutschelbach und Langensteinbach, bis zum SRH-Klinikum. Seit 12. Dezember 2021 verkehrt zusätzlich die neue Buslinie 159 vom Bahnhof Berghausen über Jöhlingen zum Bahnhof Weingarten.
In allen Linien des ÖPNV in Pfinztal gilt der Tarif des Karlsruher Verkehrsverbunds (Wabe 238).

#### Radverkehr
Durch eine Alltagsroute aus dem Radnetz Baden-Württemberg sind Berghausen, Söllingen und Kleinsteinbach mit Karlsruhe und über Remchingen, Königsbach-Stein, Kämpfelbach und Ispringen mit Pforzheim verbunden.
Zudem besteht ein Abzweig, der Berghausen und Wöschbach über Wössingen mit Bretten verbindet.
Durch Pfinztal verläuft als Landes-Radfernweg der Stromberg-Murrtal-Radweg. Er führt von Karlsruhe nach Gaildorf und verbindet damit den Rheinradweg mit dem Kocher-Jagst-Radweg. Er beginnt in Karlsruhe am Rheinradweg und führt zunächst am Hauptbahnhof vorbei, über die Karlsruher Stadtteile Durlach und Grötzingen nach Pfinztal und weiter über Remchingen nach Königsbach-Stein und nördlich an Pforzheim vorbei nach Maulbronn.
Pfinztal ist Mitglied der AGFK (Arbeitsgemeinschaft Fahrrad- und Fußverkehrsfreundlicher Kommunen) in Baden-Württemberg.

### Medien
Das kostenpflichtige amtliche Mitteilungsblatt „Pfinztal Aktuell“ erscheint jeden Donnerstag. Es konzentriert sich auf Mitteilungen und Berichte der Gemeindeverwaltung sowie der örtlichen Vereine, Kirchen und Parteien.
Aktuelle Informationen finden sich auch auf der Homepage der Gemeinde Pfinztal.

### Bildung
In Pfinztal ist die gesamte Breite des dreigliedrigen Schulwesens vorhanden: Berghausen verfügt mit dem Ludwig-Marum-Gymnasium, der Geschwister-Scholl-Realschule und der Schlossgartenschule (Grund- und Werkrealschule) über ein breit gefächertes Bildungsangebot. In Söllingen, Kleinsteinbach und Wöschbach gibt es reine Grundschulen.
Außerdem gibt es mit der Aloys-Henhöfer-Schule in Kleinsteinbach eine Freie evangelische Bekenntnisschule. Diese besteht aus Grund- und Förderschule, sowie im weiterführenden Bereich aus Werkrealschule, Realschule und Gymnasium und bietet damit ebenfalls alle Schulabschlüsse.
Darüber hinaus gibt es sechs evangelische, drei römisch-katholische und einen kommunalen Kindergarten, sowie ein vielfältiges Hort- und Betreuungsangebot der Gemeinde.
Die Volkshochschule in Pfinztal ist eine öffentliche Einrichtung der Weiterbildung. Sie steht als Außenstelle unter der Rechtsträgerschaft des gemeinnützigen Vereins Volkshochschule im Landkreis Karlsruhe. Nach ihrem satzungsgemäßen Auftrag widmet sie sich neben der Erwachsenenbildung auch den Aufgaben der Jugendbildung.

### Öffentliche Einrichtungen
Pfinztal besitzt viele gemeindeeigene Veranstaltungsräume, wie z. B. das Bürgerhaus, die Pfinztalhalle und die Julius-Hirsch-Halle in Berghausen, die Hagwaldhalle in Kleinsteinbach, die Räuchle-Halle in Söllingen und die Mehrzweckhalle in Wöschbach.
Im Selnitzsaal auf dem Europaplatz in Berghausen finden regelmäßig Veranstaltungen der Pfinztaler Gremien statt.

### Sport und Freizeit
Der Tischtennis Club Wöschbach kurz TTC Wöschbach spielt in der 3. Tischtennis-Bundesliga.
Die Ringer des Kraftsportvereins (KSV) Berghausen sind in der Regionalliga und in der Verbandsliga vertreten.
Die Kunstturner der TG Söllingen wurden 2012 Meister der Bezirksliga Nord und stiegen dadurch in die Landesliga auf.
Im Musikbereich hat Pfinztal mehrere Musikvereine, Gesangsvereine und Chöre. Auch in Natur- und Tierschutzvereinen sind viele Einwohner organisiert.
Die Reihe Pfinztaler Barockkonzerte widmet sich der authentischen Aufführung barocker Werke.

## Ehrenbürger
- Gerhard Mußgnug (*  20.01.1928 in Berghausen (Pfinztal), †  05.04.2008)[12] (ehemaliger Bürgermeister)
- Olga-Marie Freifrau von Gemmingen-Guttenberg (1916–1990)
- Franz Schäfer
- Rolf Wagner †
- Karlheinz Essig (1940–2020), Unternehmer und Kommunalpolitiker

## Söhne und Töchter der Gemeinde
- Otto Seidenadel (1866–1918), geboren in Berghausen, Jurist, badischer Oberamtmann
- Magdalena (Anna Maria) Becker (1659–1745), Urgroßmutter von Friedrich Hölderlin, stammte aus dem Gasthaus „Laub“ in Berghausen
- Karl Langenstein (25. Juli 1926 in Kleinsteinbach; † 28. Mai 2008), Künstler aus Kleinsteinbach